# Mo-Långsjön
Mo-Långsjön är en sjö i Sollefteå kommun i Ångermanland och ingår i Ångermanälvens huvudavrinningsområde. Sjön har en area på 0,395 kvadratkilometer och ligger 261,1 meter över havet. Sjön avvattnas av vattendraget Tjålmsjöån.

## Delavrinningsområde
Mo-Långsjön ingår i det delavrinningsområde (703726-156516) som SMHI kallar för Utloppet av Mo-Långsjön. Medelhöjden är 298 meter över havet och ytan är 8,69 kvadratkilometer. Räknas de 2 avrinningsområdena uppströms in blir den ackumulerade arean 14,45 kvadratkilometer. Tjålmsjöån som avvattnar avrinningsområdet har biflödesordning 3, vilket innebär att vattnet flödar genom totalt 3 vattendrag innan det når havet efter 79 kilometer. Avrinningsområdet består mestadels av skog (84 procent). Avrinningsområdet har 0,38 kvadratkilometer vattenytor vilket ger det en sjöprocent på 4,3 procent.